# Peromyscus melanophrys
Peromyscus melanophrys är en däggdjursart som först beskrevs av Elliott Coues 1874.  Peromyscus melanophrys ingår i släktet hjortråttor och familjen hamsterartade gnagare. IUCN kategoriserar arten globalt som livskraftig. Inga underarter finns listade i Catalogue of Life.
Arten når en kroppslängd (huvud och bål) av 10,6 till 12,3 cm, en svanslängd av 13,0 till 15,5 cm och en genomsnittlig vikt av 38 g. Bakfötterna är 2,5 till 2,9 cm långa och öronen är 2,2 till 2,5 cm stora. Den korta och släta pälsen har på ovansidan en gråaktig färg och den blir mer ockra på sidorna. På undersidan förekommer vit päls. Håren på de stora ljusbruna öronen är nästan osynliga. Svansen är uppdelad i en ljusbrun ovansida samt en vit undersida. Den bär päls och den har vid slutet en tofs.
Denna gnagare förekommer i kulliga områden och i bergstrakter i centrala och södra Mexiko. Den vistas i regioner som ligger 100 till 2600 meter över havet. Peromyscus melanophrys lever främst i klippiga halvöknar med glest fördelade träd eller buskar.
Individerna går på marken och klättrar ibland i växtligheten. De bygger bon av gräs som göms mellan taggiga grenar av träd som tillhör palmliljesläktet (Yucca). Fortplantningen sker mellan juni och januari. Honan föder cirka tre ungar per kull. Denna gnagare är ganska högljudd. Födan utgörs främst av frukter från palmliljor och från fikonkaktus (Opuntia ficus-indica).